# 뉘앙스 커뮤니케이션즈
뉘앙스 커뮤니케이션즈 주식회사(영어: Nuance Communications, Inc.)는 미국의 음성 인식 엔진 개발 회사이다. 시리의 음성 인식 엔진을 공급하기로 유명하다.

## 역사
음성인식 기술이 PC에 적용된 최초의 사례는 1980년대 초 드래곤 시스템(Dragon Systems)이 개발한 도스용 프로그램 드래곤 딕테이트(DragonDictate)이다.
2000년도에는 한국지사인 "뉘앙스 커뮤니케이션즈 코리아"가 설립되었으며, 2007년 처음으로 한국어 딕테이션(Dictation) 프로젝트를 시작했다.
2010년 구글은 세계 1위인 뉘앙스의 기술로 음성검색 서비스를 제공했으며, 에이치씨아이랩은 네이버와 다음에 음성검색 시스템을 공급했다. 스마트폰 사용자들이 음성으로 검색이 가능하다. 뉘앙스의 제품은 음성인식을 넘어 자연 언어를 인식해 구문을 텍스트로 전환할 수 있다.

## 응용 소프트웨어
구글 넥서스원에 탑재된 안드로이드 2.1에서는 모든 텍스트를 음성으로 작성할 수 있는 보이스 키보드가 장착되어 있다.
2011년 5월 1일 뉘앙스커뮤니케이션즈는 드래곤 딕테이션과 드래곤 서치를 애플 앱스토어를 통해 한국에 정식으로 서비스한다고 발표했다. 드래곤 딕테이션은 한국어 받아쓰기 앱인데, 열 문장 가까이 쉬지 않고 얘기하면 90% 가까운 정확도로 말이 장문의 문자로 표시된다.
2011년 6월 13일 드래곤 네이처널리스피킹 11.5을 출시했다. 드래곤 11.5 버전은 홈(99.99달러)과 프리미엄(199.99달러), 프로페셔널(599.99달러), 리갈(799.99달러) 등으로 판매된다.

## 에셜론
미국 NSA는 전 세계의 전화를 감청한 음성신호를 딕테이션 소프트웨어로 받아쓰기를 하여 구글 같은 검색엔진으로 텍스트 검색을 할 수 있는 에셜론 시스템을 오래전부터 가동하고 있다고 알려져 있다.

## 같이 보기
- 광학 문자 인식
- 셰어포인트